# Udol
Udol és un duo calderí de rock gòtic compost per Adrià Boluda (veu i bateria) i Joan Roquerias (guitarra i veu) fundat l'any 2013.
Després de passar per altres grups com Evilhorse, a finals de 2013 uns altres músics donaren a Roquerias el número de telèfon de Boluda —del grup Golem— i quedaren per a fer un assaig improvisat: com que l'experiència va ser positiva, ambdós decidiren formar un grup, encara que al principi Boluda trobava inusual el fet de tocar en duet.
Entre les influències del conjunt hi ha Crowbar, Down, Eyehategod, Isis, Melvins, Neurosis o Pelican.
El seu primer enregistrament, autoeditat, conté tres temes les lletres dels quals versen sobre la mitologia grega.
L'any 2017 gravaren una versió de Pentagram, "Forever my Queen", per al recopilatori Hardcore Hits Cancer Vol. III i el segon treball discogràfic, 153 lliures i 17 salaris, un disc conceptual sobre un cas de bruixeria a Caldes.
El duo actuà a Ucraïna
i tancà la gira del 153 lliures i 17 salaris a Mataró en la primera edició del festival Negrassette junt amb Golíat, Me dicen que queme coses i Poire.
El 2019 reedità el 153 lliures en vinil després d'una campanya de micromecenatge a Verkami, amb un concert per als mecenes a Santa Maria de Lluçà junt amb el grup de folk medieval Falç de Metzinera.

## Discografia
| 1.            | «Minotaure»   |               | 6’23"  |
| 2.            | «Prometeu»    |               | 11’00" |
| 3.            | «Origen»      |               | 8’28"  |
| Durada total: | Durada total: | Durada total: | 25’51" |

| 1.            | «Media Vita»  |               | 1’51"  |
| 2.            | «Invocació»   |               | 9’43"  |
| 3.            | «Judici»      |               | 10’28" |
| 4.            | «Execució»    |               | 5’38"  |
| Durada total: | Durada total: | Durada total: | 27'42" |

| 1.            | «La història» |               | 0’17"  |
| 2.            | «El regne»    |               | 6’20"  |
| 3.            | «El pacte»    |               | 9’03"  |
| 4.            | «Destí fatal» |               | 4’50"  |
| 5.            | «Ombres»      |               | 9’35"  |
| 6.            | «L'incendi»   |               | 8’44"  |
| Durada total: | Durada total: | Durada total: | 38'49" |